# Venta (ciutat)
Venta ( escoltar (?·pàg.) és una ciutat petita a Lituània situada en el districte municipal d'Akmenė. Segons dades de l'any 2010, tenia al voltant de 2.867 persones que vivien en Venta. Està situat al llarg del riu Venta. la ciutat és la millor situada del districte pel que fa a comunicacions, -inclosa la capital Naujoji Akmenė- en té la carretera de Kuršėnai-Mažeikiai i un ferrocarril que connecta amb Mažeikiai-Šiauliai (l'estació de tren es diu Akmenė).
|  |  |